# بطولة أمريكا الجنوبية لألعاب القوى 1943
بطولة أمريكا الجنوبية لألعاب القوى 1943 هي النسخة الـ 13 من بطولة أمريكا الجنوبية لألعاب القوى. أقيمت في سانتياغو بتشيلي. تصدرت تشيلي جدول الميداليات برصيد 51 ميدالية منها 19 ذهبية.

## جدول الميداليات
| الترتيب | منتخب      | ذهبية | فضية | برونزية | المجموع |
| ------- | ---------- | ----- | ---- | ------- | ------- |
| 1       | تشيلي      | 19    | 16   | 16      | 51      |
| 2       | الأرجنتين  | 11    | 12   | 12      | 35      |
| 3       | بيرو       | 2     | 3    | 1       | 6       |
| 4       | الأوروغواي | 1     | 2    | 1       | 4       |
| 5       | بوليفيا    | 0     | 0    | 3       | 3       |